# Luigi Bonazzi

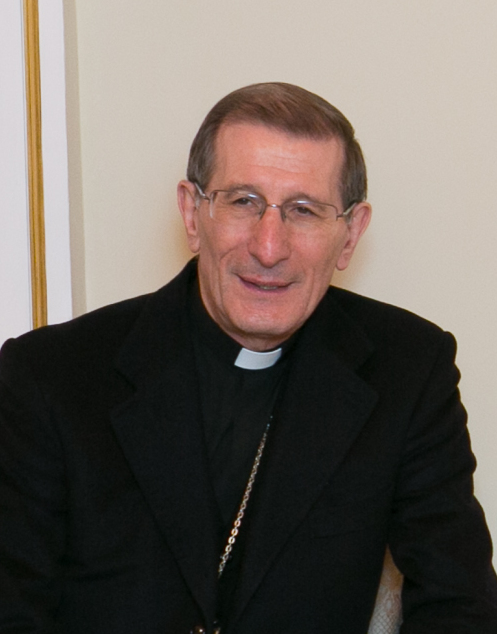
Erzbischof Luigi Bonazzi (2014)

Erzbischofswappen

Luigi Bonazzi (* 19. Juni 1948 in Gazzaniga) ist ein italienischer Geistlicher, emeritierter römisch-katholischer Erzbischof und Diplomat des Heiligen Stuhls. 

## Leben
Luigi Bonazzi empfing am 30. Juni 1973 durch Clemente Gaddi das Sakrament der Priesterweihe für das Bistum Bergamo. Von 1977 bis 1983 studierte er an der Päpstlichen Diplomatenakademie und arbeitete anschließend in den Nuntiaturen verschiedener Staaten. Zuletzt war Bonazzi 1999 Auditor an der Apostolischen Nuntiatur in Kanada.
Papst Johannes Paul II. ernannte ihn am 19. Juni 1999 zum Titularerzbischof pro hac vice von Atella und zum Apostolischen Nuntius in Haiti. Die Bischofsweihe spendete ihm Kardinalstaatssekretär Angelo Sodano, am 26. August desselben Jahres im Dom von Bergamo; Mitkonsekratoren waren Roberto Amadei, Bischof von Bergamo, und Lino Bortolo Belotti, Weihbischof in Bergamo. Sein bischöflicher Wahlspruch „credidimus caritati“ (lateinisch Wir haben an die Liebe geglaubt.) ist dem 1. Johannesbrief in der Übersetzung der Vulgata entnommen (1 Joh 4,16 ).
Am 30. März 2004 wurde er zum Apostolischen Nuntius in Kuba ernannt. Papst Benedikt XVI. ernannte ihn am 14. März 2009 zum Apostolischen Nuntius in Litauen, Estland und Lettland.
Papst Franziskus ernannte ihn am 18. Dezember 2013 zum Apostolischen Nuntius in Kanada. Am 10. Dezember 2020 wurde er zum Apostolischen Nuntius in Albanien ernannt.
Am 21. Januar 2025 nahm Papst Franziskus seinen altersbedingten Rücktritt an.